# 加利福尼亞州國會選區

自2023年以来加州的国会选区划分

加利福尼亚州是美国人口最多的州，因此在美国众议院拥有最多的代表，有53名代表。每位代表代表一个国会选区。

## 1992年：法院划分选区
1990年的人口普查给了加州7个额外的国会席位。立法机关拟设新选区的尝试没有成功，因为由民主党控制的立法机关拟定的三个不同的计划都被共和党州长皮特·威尔逊否决了。1991年9月，加州最高法院对重新划分选区的过程采取了管辖权，打破了僵局。选区是由一个退休法官小组制定的。

## 2002年：两党选区重划

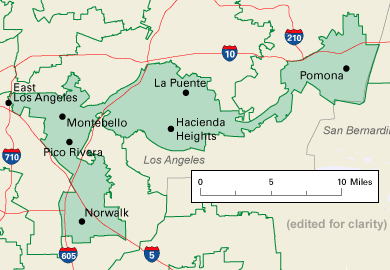
加利福尼亚州第三十八国会选区，2003-2013

2000年人口普查后，加州立法机构必须完成众议院选区（根据美国宪法第1条第4节）以及加州议会和加州参议院选区的重新划分。这是由立法者共同决定的，就权力平衡而言，现状将得到保留——这就是所谓的现任保护计划。两党都进行了不公正划分选区的努力，选区的配置方式是由一方或另一方主导，几乎没有哪个选区可以被认为具有竞争力。有些情况下，这导致了极其错综复杂的界线。
在2004年的选举中，以低于55%的得票率获胜是相当罕见的。在80个州议会席位和20个待选州参议院席位中，只有5个出现了这种情况。国会席位的竞争甚至不如州立法选区——2004年，53个选区中只有3个以低于60%的选票获胜。

## 2012年：公民选区重划委员会
2008年11月4日，加州选民投票通过了第11号提案，该提案被称为“选民第一法案”。它取消了加州立法机构划分国会选区的责任，取而代之的是由14人组成的公民委员会。 美国最高法院支持解除立法机关的责任符合宪法。提案还要求各区①遵守《联邦投票权法》；②选区相连无飞地；③尽可能尊重市、县、社区和“利益社区”的完整性；④尽可能地使区域紧凑。但是在这些术语中有几个在法律上没有定义。
州长阿诺德·施瓦辛格早些时候曾提议将重新划分选区的程序交给退休法官，这一提议作为一项特别选举（由州长于2005年6月14日提出）77号提案在11月的投票中提出。这次补选于2005年11月8日举行。然而，这项倡议以压倒性的优势被否决，59%的人投了反对票。所有的倡议，包括州长的盟友和几个独立倡议，都在那一年失败了。
2011年8月15日，加州公民重划委员会确认了最终的选区地图，并在2012年大选时生效。新选区被描述为“紫色”选区，而不是“红色”或“蓝色”选区——也就是说，与过去10年大多数“安全”选区相比，新选区的选举组成更加混合，在任者几乎可以保证连任。这些新选区，加上几十年来有利于民主党的人口趋势，使得加州民主党人在2012年的选举中增加了四个众议院席位。

## 当今选区及代表
美国加州众议院代表团成员名单，他们的任期，选区边界，以及他们根据库克党派投票指数的政治评级。第118届国会代表团共有52名成员，其中包括40名民主党人和12名共和党人（包括众议院议长凱文·麥卡錫）。
| 选区 | 代表                                  | 党派   | 库克党派投票指数 | 在任时间          | 选区地图 |
| ---- | ------------------------------------- | ------ | ---------------- | ----------------- | -------- |
| 第1  | 道格·拉马尔法（R-奥罗维尔）           | 共和党 | R+11             | 2013年1月3日至今  |          |
| 第2  | 贾里德·哈夫曼 （D-圣拉菲尔）          | 民主党 | D+22             | 2013年1月3日至今  |          |
| 第3  | 约翰·加拉门迪 （D-沃尔纳特格罗夫）    | 民主党 | D+5              | 2009年11月3日至今 |          |
| 第4  | 汤姆·麦克林托克 （R-埃尔克格罗夫）    | 共和党 | R+10             | 2009年1月3日至今  |          |
| 第5  | 麦克·汤普森 （D-圣海伦娜）            | 民主党 | D+21             | 1999年1月3日至今  |          |
| 第6  | 桃瑞絲·松井 （D-萨克拉门托）          | 民主党 | D+21             | 2005年3月10日至今 |          |
| 第7  | 阿米·贝拉 （D-埃尔克格罗夫）          | 民主党 | D+3              | 2013年1月3日至今  |          |
| 第8  | 杰伊·奥伯诺特 （R-大熊湖）            | 共和党 | R+9              | 2021年1月3日至今  |          |
| 第9  | 杰瑞·麦克内尼 （D-斯托克顿）          | 民主党 | D+8              | 2007年1月3日至今  |          |
| 第10 | 乔什·哈德 （D-特洛克）                | 民主党 | EVEN             | 2019年1月3日至今  |          |
| 第11 | 马克·德索尼尔 （D-康科德）            | 民主党 | D+21             | 2015年1月3日至今  |          |
| 第12 | 南希·佩洛西 （D-旧金山）              | 民主党 | D+37             | 1987年6月2日至今  |          |
| 第13 | 芭芭拉·李 （D-奥克兰）                | 民主党 | D+40             | 1998年4月21日至今 |          |
| 第14 | 杰基·斯贝尔 （D-希尔斯伯勒）          | 民主党 | D+27             | 2008年4月8日至今  |          |
| 第15 | 埃里克·斯沃韦尔 （D-都伯林）          | 民主党 | D+20             | 2013年1月3日至今  |          |
| 第16 | 吉姆·科斯塔 （D-弗雷斯诺）            | 民主党 | D+9              | 2005年1月3日至今  |          |
| 第17 | 罗·卡纳 （D-费利蒙）                  | 民主党 | D+25             | 2017年1月3日至今  |          |
| 第18 | 安娜·埃舒 （D-阿瑟顿）                | 民主党 | D+23             | 1993年1月3日至今  |          |
| 第19 | 佐伊·洛夫格伦 （D-圣何塞）            | 民主党 | D+24             | 1995年1月3日至今  |          |
| 第20 | 吉米·帕内塔 （D-卡梅尔谷村）          | 民主党 | D+23             | 2017年1月3日至今  |          |
| 第21 | 大卫·瓦拉道 （R-汉福德）              | 共和党 | D+5              | 2021年1月3日至今  |          |
| 第22 | 德温·努涅斯 （R-图莱里）              | 共和党 | R+8              | 2003年1月3日至今  |          |
| 第23 | 凱文·麥卡錫 （R-贝克斯菲尔德 ）       | 共和党 | R+14             | 2007年1月3日至今  |          |
| 第24 | 萨鲁德·卡尔巴哈 （D-圣巴巴拉）        | 民主党 | D+7              | 2017年1月3日至今  |          |
| 第25 | 迈克·加西亚 （R-圣塔克拉利塔）        | 共和党 | EVEN             | 2020年5月19日至今 |          |
| 第26 | 朱莉娅·布朗利 （D-西湖村）            | 民主党 | D+7              | 2013年1月3日至今  |          |
| 第27 | 赵美心 （D-蒙特利公园）               | 民主党 | D+16             | 2009年7月14日至今 |          |
| 第28 | 亚当·希夫 （D-伯班克）                | 民主党 | D+23             | 2001年1月3日至今  |          |
| 第29 | 托尼·卡德纳斯 （D-帕科伊瑪）          | 民主党 | D+29             | 2013年1月3日至今  |          |
| 第30 | 布拉德·舍曼 （D-谢尔曼奥克斯）        | 民主党 | D+18             | 1997年1月3日至今  |          |
| 第31 | 皮特·阿圭拉 （D-雷德兰兹）            | 民主党 | D+8              | 2015年1月3日至今  |          |
| 第32 | 格蕾丝·纳波利塔诺 （D-诺沃克）        | 民主党 | D+17             | 1999年1月3日至今  |          |
| 第33 | 刘云平 （D-托伦斯）                   | 民主党 | D+16             | 2015年1月3日至今  |          |
| 第34 | 吉米·戈麦斯 （D-洛杉矶）              | 民主党 | D+35             | 2017年7月11日至今 |          |
| 第35 | 诺玛·托雷斯 （D-波莫纳）              | 民主党 | D+19             | 2015年1月3日至今  |          |
| 第36 | 劳尔·鲁斯 （D-科切拉）                | 民主党 | D+2              | 2013年1月3日至今  |          |
| 第37 | 卡伦·巴斯 （D-洛杉矶）                | 民主党 | D+37             | 2011年1月3日至今  |          |
| 第38 | 琳达·桑切斯 （D-惠提尔）              | 民主党 | D+17             | 2003年1月3日至今  |          |
| 第39 | 崔映玉 （R-拉哈布拉）                 | 共和党 | EVEN             | 2021年1月3日至今  |          |
| 第40 | 露西尔·罗巴尔·阿拉德 （D-唐尼）       | 民主党 | D+33             | 1993年1月3日至今  |          |
| 第41 | 马克·高野 （D-里弗赛德）              | 民主党 | D+12             | 2013年1月3日至今  |          |
| 第42 | 肯·卡尔沃特 （R-科洛纳）              | 共和党 | R+9              | 1993年1月3日至今  |          |
| 第43 | 麦斯汀·沃特斯 （D-洛杉矶）            | 民主党 | D+29             | 1991年1月3日至今  |          |
| 第44 | 納內特·巴拉甘 （D-圣佩德罗）          | 民主党 | D+35             | 2017年1月3日至今  |          |
| 第45 | 凯蒂·波特 （D-尔湾）                  | 民主党 | R+3              | 2019年1月3日至今  |          |
| 第46 | 卢·科雷亚 （D-圣安娜）                | 民主党 | D+15             | 2017年1月3日至今  |          |
| 第47 | 艾伦·洛文塔尔 （D-长滩）              | 民主党 | D+13             | 2013年1月3日至今  |          |
| 第48 | 朴銀珠 （R-海豹滩）                   | 共和党 | R+4              | 2021年1月3日至今  |          |
| 第49 | 迈克·莱文 （D-圣胡安 - 卡皮斯特拉诺） | 民主党 | R+1              | 2019年1月3日至今  |          |
| 第50 | 达雷尔·伊萨 （R-维斯塔）              | 共和党 | R+11             | 2021年1月3日至今  |          |
| 第51 | 胡安·瓦尔加斯 （D-圣迭戈）            | 民主党 | D+22             | 2013年1月3日至今  |          |
| 第52 | 斯科特·皮特斯 （D-圣迭戈）            | 民主党 | D+6              | 2013年1月3日至今  |          |
| 第53 | 萨拉·雅各布斯 （D-圣迭戈）            | 民主党 | D+14             | 2021年1月3日至今  |          |

## 历史选区边界

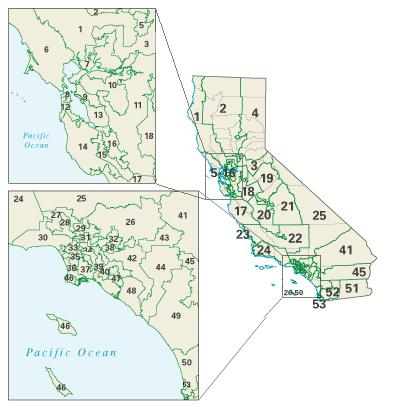
2003-2013年选划分
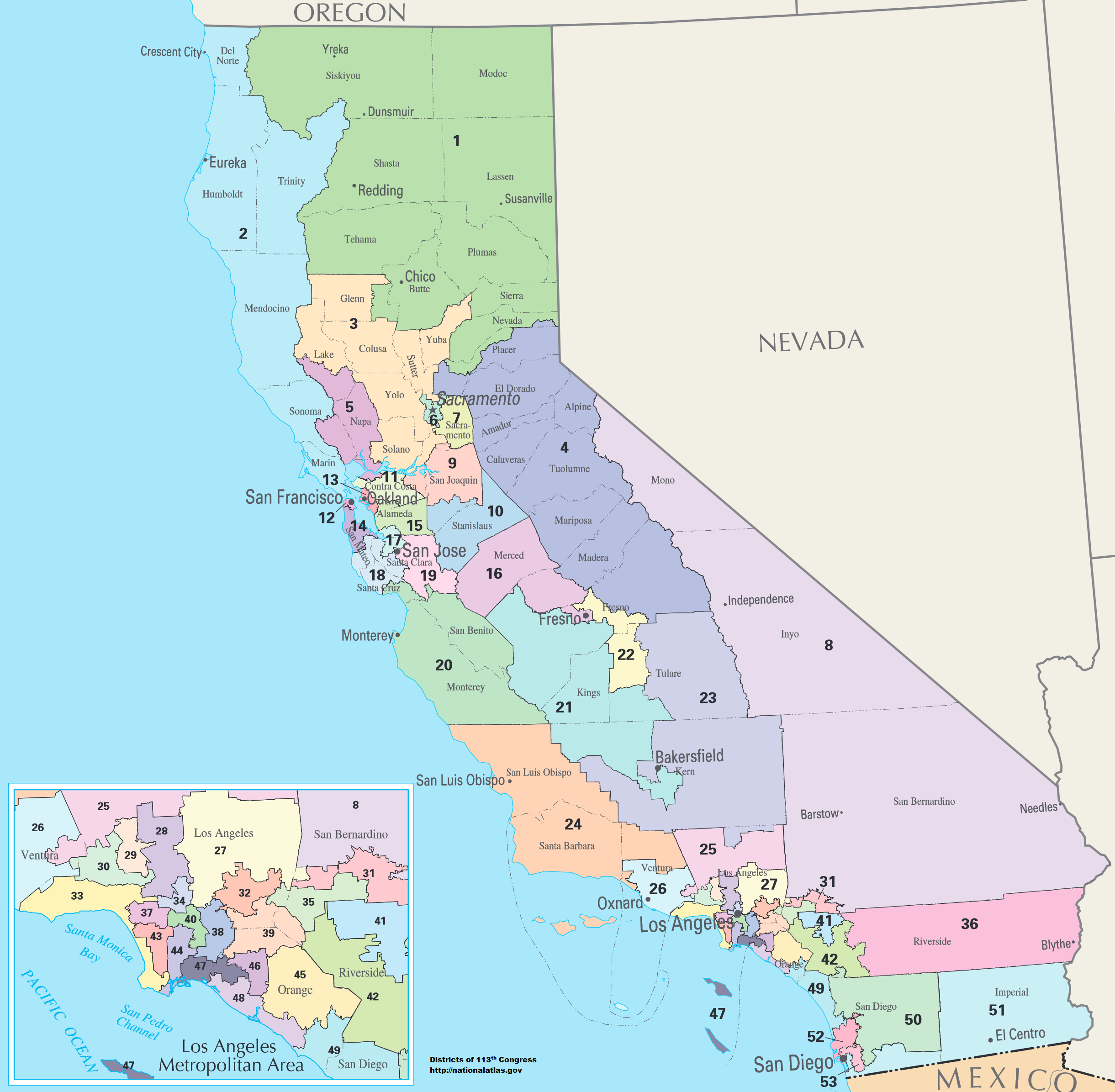
2013-2023年选划分